# 吴向东 (田径运动员)
吴向东（1994年1月17日—），安徽省合肥市人，中国中长跑运动员，目前主攻马拉松。
吴向东的马拉松最好成绩（PB）是在2024年大阪马拉松跑出2小时08分4秒，他也是凭借这一成绩获得了参加2024年夏季奥林匹克运动会田径男子马拉松比赛的参赛资格。

## 主要成绩
吴向东于2002年进入合肥市田径队训练，后于2010年进入安徽省体工队。
2020年12月6日，吴向东获2020年厦门海沧国际半程马拉松赛男子组冠军。
获得2018、2023年合肥马拉松男子组半程冠军。
在2024年大阪马拉松跑出2小时08分4秒的马拉松个人最好成绩，凭借这一成绩代表中国参加2024年夏季奥林匹克运动会田径男子马拉松比赛。